# Franciszek Ender
Franciszek Ender (ur. 26 grudnia 1858, zm. 1 kwietnia 1939 w Łodzi) – polski esperantysta, producent win owocowych.

## Życiorys
Esperanto nauczył się samodzielnie korzystając z pierwszego podręcznika wydanego przez Zamenhofa w 1887 roku. W 1903 roku za zezwoleniem rządu rosyjskiego założył w Łodzi fabrykę win owocowych. Od 1905 roku uczył w Łodzi języka esperanto. Podczas spotkania z udziałem około 20 osób, które odbyło się 20 września 1908 roku, został w Łodzi powołany oddział Polskiego Towarzystwa Esperanckiego. W zebraniu uczestniczył prezes Towarzystwa Antoni Grabowski. W zarządzie znaleźli się: Franciszek Ender jako prezes, prof. Andrzej Lipski, Alfred Dominikiewicz, Stanisław Miszewski, dr Arkadiusz Goldenberg. Ender funkcję prezesa pełnił do wybuchu I wojny światowej. Po wojnie Ender został jego honorowym członkiem. Autor artykułów w Pola Esperantisto. Przetłumaczył z języka polskiego na esperanto ABC...Elizy Orzeszkowej (1910) i Michała Bałuckiego Ama Bileto. Z okazji kongresu w 1937 roku otrzymał złotą odznakę przyznawaną członkom, którzy przystąpili do związku przed I światowym Kongresem w 1905 roku.